# Maria Dąbrowska
Maria Dąbrowska ([dɔmˈbrɔfska]; n. 6 octombrie 1889, Russów⁠(d), Kalisz County⁠(d), voievodatul Polonia Mare, Polonia – d. 19 mai 1965, Varșovia, Polonia) a fost o scriitoare poloneză.
S-a făcut cunoscută prin romanul Nopți și zile (1932-1934), frescă realistă a societății poloneze din perioada de consolidare a relațiilor capitaliste. Dintre operele scrise în anii puterii populare se remarcă volumul de povestiri Steaua dimineții (1955), cu tematică inspirată din actualitate. Laureată a Premiului de stat.

## Opere
- Dzieci ojczyzny, 1918
- Gałąź czereśni, 1922
- Uśmiech dzieciństwa, 1923
- Ludzie stamtąd, 1926
- Noce i dnie (Nopți și zile), 1932 - 1934
- Znaki życia, 1938
- Gwiazda zaranna, 1955